# Mission permanente de la France auprès des Nations unies
La mission permanente de la France auprès des Nations unies est la représentation diplomatique de la République française auprès de l'Organisation des Nations unies à New York. À ce titre, elle dépend du ministère des Affaires étrangères.

## Localisation
Les locaux de la mission permanente de la France auprès des Nations unies se trouvent, depuis 1991, aux 43e et 44e étages du One Dag Hammarskjöld Plaza, immeuble situé à New York, dans Manhattan, à l’angle de la 2e avenue et des 47e et 48e rues, à proximité du siège des Nations unies.

## Rôle et fonctionnement
La mission permanente de la France auprès des Nations unies est dirigée par Jérôme Bonnafont. La représentante permanente adjointe est Nathalie Estival-Broadhurst.
La mission permanente assure l'interface entre les autorités des Nations unies à New York et les autorités françaises. Le représentant permanent ou le représentant permanent adjoint siègent au Conseil de sécurité, dont la France est l’un des cinq membres permanents, et dans tous les organes où la France est représentée, notamment l’Assemblée générale des Nations unies, ses différentes commissions et le Conseil économique et social des Nations unies. Ils s’y expriment au nom de la France et défendent ses positions.
Pour mener à bien son action, la mission permanente de la France auprès des Nations unies dispose de près de 80 agents, dont une vingtaine de diplomates du ministère de l'Europe et des Affaires étrangères, et de fonctionnaires issus d’autres ministères, notamment du ministre des Armées  et du ministère de l'Économie et des Finances et de la Souveraineté industrielle et numérique. Ils préparent et négocient les résolutions et textes destinés à être adoptés par les différents organes de l'ONU. La mission permanente veille à promouvoir l'usage du français dans les travaux de l'ONU.
Les agents de la mission permanente de la France auprès des Nations unies participent également à l’organisation des déplacements des autorités françaises au siège des Nations unies, notamment à l’occasion du débat général d’ouverture de la session annuelle de l’Assemblée générale des Nations unies, qui se tient traditionnellement au mois de septembre.
La mission permanente comprend une mission militaire de la France auprès des Nations unies ainsi qu'une agence financière et son département commercial, qui représente le ministère de l'Économie, de l'Industrie et de l'Emploi.
La mission militaire, composée de quatre personnes, est principalement chargée du suivi des opérations de maintien de la paix de l'ONU et de l'emploi des contributions nationales militaires et de police. Elle est dirigée par le général de brigade Vincent de Kytspotter qui est par ailleurs le représentant du chef d'état-major des armées français auprès du comité d'état-major de l'ONU (en).
Un détachement de la police nationale assure en permanence la sécurité des locaux de la mission permanente.

## Autres représentations françaises au sein du système des Nations unies
- Auprès des offices de l'ONU :
  - Représentation permanente de la France auprès de l'Office des Nations unies à Genève
  - Représentation permanente de la France auprès de l'Office des Nations unies et des organisations internationales à Vienne
  - Représentation permanente de la France auprès de l'Office des Nations unies à Nairobi (assurée par l'ambassade de France au Kenya)
- Auprès d'autres organes de l'ONU :
  - Représentation permanente de la France auprès de la Conférence du désarmement à Genève
  - Représentation permanente de la France auprès des institutions des Nations unies pour l'alimentation et l'agriculture à Rome